# Monestir de Sant Benet de Montserrat

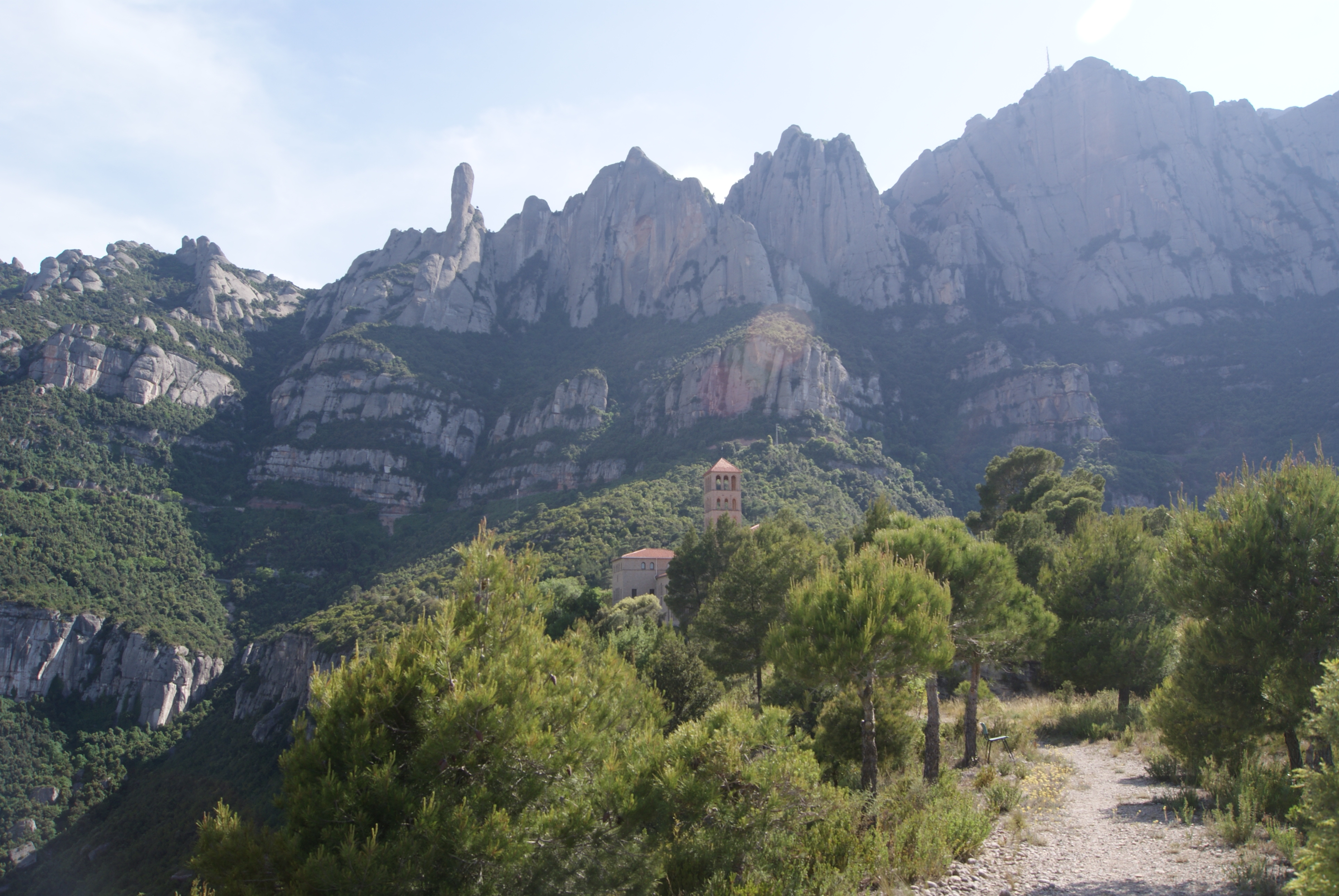

Sant Benet de Montserrat és un monestir de monges Benedictines del municipi de Marganell (Bages). Està situat en un vessant de la muntanya de Montserrat, prop de la Colònia Puig, en un erm sobre un penya-segat que domina el camí de Monistrol de Montserrat. És un lloc de pregària i recolliment, i és conegut per la producció d'objectes de ceràmica com relleus, gerros o rajoles amb imatges. L'edifici forma part de l'Inventari del Patrimoni Arquitectònic de Catalunya.
L'abadia fou creada canònicament l'any 1952 com a fusió de les comunitats de Santa Clara de Barcelona (fundada possiblement a la dècada del 1230) i de Sant Benet de Mataró (fundada el 1881). El monestir actual fou construït l'any 1954 per l'arquitecte Lluís Bonet i Garí. L'església fou bastida el 1987 per l'arquitecte Jordi Bonet i Armengol.

## Arquitectura
Església de planta quadrada, coberta amb una estructura prismàtica obrada amb bigues de formigó. El presbiteri està situat en un angle, orientat cap a les muntanyes de Montserrat, panoràmica natural que es pot contemplar a través del gran finestral que s'obre cap a aquesta direcció. L'espai interior és molt unitari i s'articula a partir dels dos elements indicats: presbiteri-altar i el mural muntanyenc, amb el Crist (escultura).
Els materials emprats per la construcció són el totxo, marbre, formigó, fusta i ceràmica. La successió de filades d'obra dels murs solament es veu trencada per dues frangues de formigó, que donen solidesa al conjunt. Una galeria-cor configura un primer pis, d'ús i accés comunitari (monges benedictines). Uns murals de ceràmica, feta per la mateixa comunitat, decoren alguns panys de paret de l'església. Austeritat, senzillesa, qualitat..., perfecta harmonia i integració entre arquitectura i paisatge.
El campanar, situat al costat de l'església de Sant Benet, és la planta quadrada i es poden distingir dues parts: un primer cos, força sòlid i ferm, i un segon caracterització per les obertures, que li donen una major lleugeresa. El primer cos solament presenta tres finestres de mig punt en la cara sud-est i una altra al sud-oest. L'aparell en algunes parts és força irregular i en d'altres els carreus són petits, regulars i ben disposats en filades. El segon cos està estructurat en tres pisos, separats per frisos, amb tres finestres de mig punt en degradació en cada una de les quatre cares i en cadascun dels pisos. La coberta és a quatre vessants. El material constructiu emprat, pedra, contrasta amb el totxo de l'església. L'esvelt campanar evoca els antics cloquers del nostre romànic.

## Història

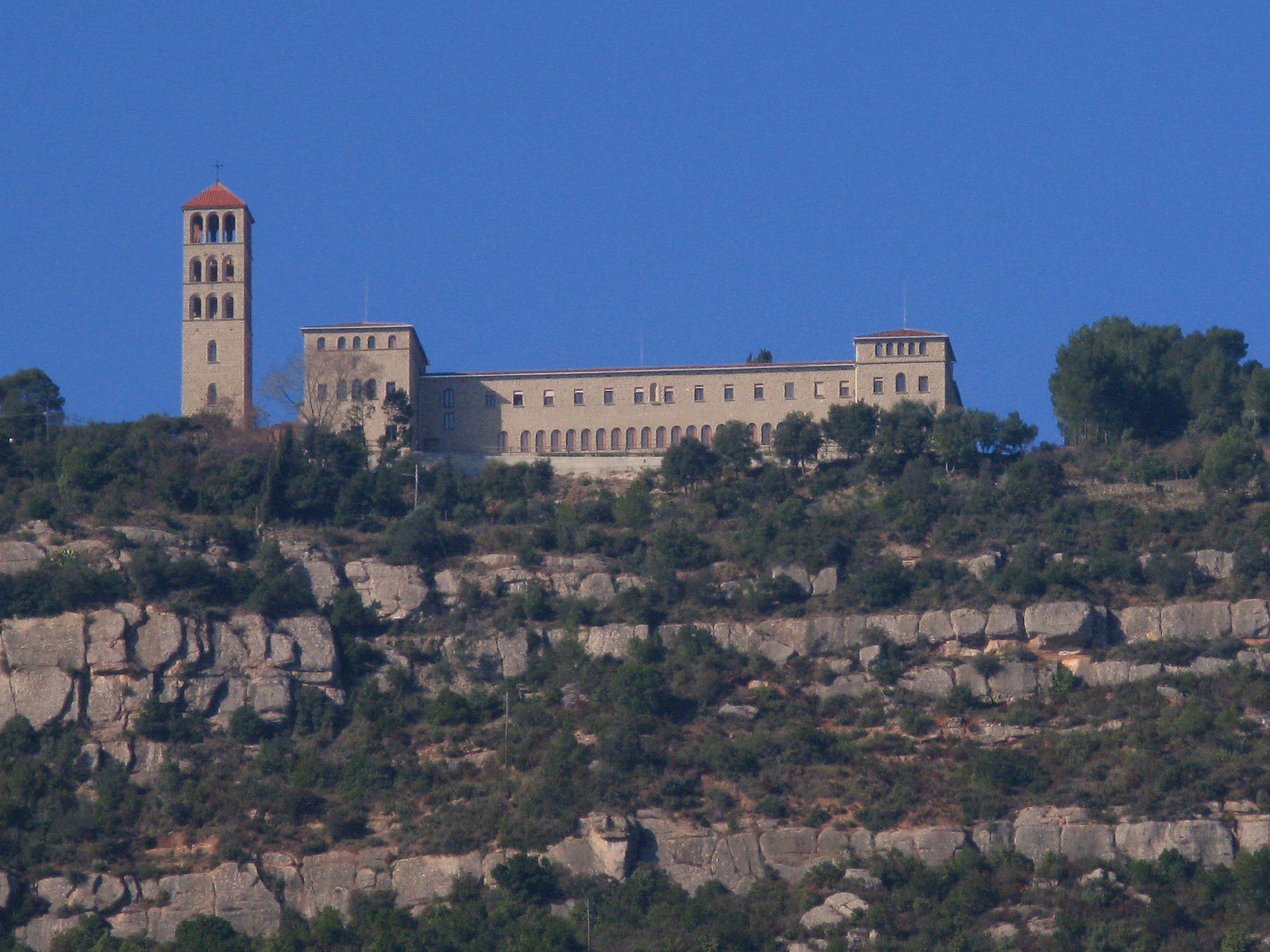
Església de Sant Benet de Montserrat

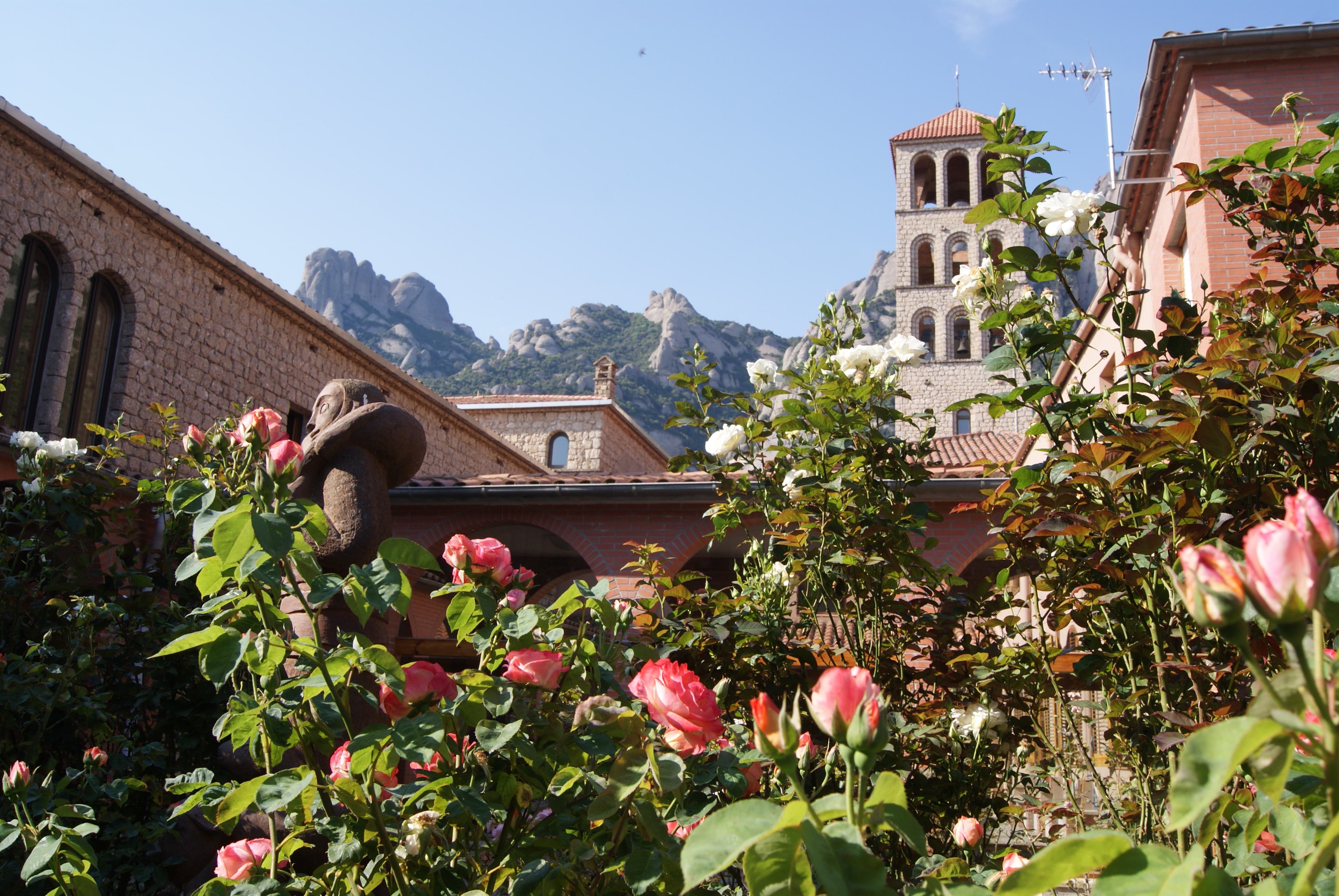

El Convent de Santa Clara de Barcelona gaudí d'una àmplia història, car tradicionalment se la considera la comunitat de clarisses més antiga de la península Ibèrica. El 1513, però, la comunitat canvià de regla i les monges passaren a ésser benedictines. El convent en continuà essent la seu fins que fou arrasat arran de la Guerra de Successió espanyola i prohibida la seva reconstrucció per Felip V d'Espanya que havia previst la construcció de la Ciutadella de Barcelona en aquell emplaçament. La destrucció del convent no acabà amb la comunitat benedictina que, vista la impossibilitat de restablir el convent, trobà aixopluc, després de molts debats sobre el lloc on havien de traslladar-se, a l'antic Palau Reial Major. L'església es bastí a l'antic Saló del Tinell, cobrint els murs i l'enteixinat amb estucs i decoració barrocs, i el convent ocupà el Palau del Virrei, però no la Capella de Santa Àgata, que estava sota la gestió dels mercedaris. La donació efectuada de iure el 9 d'abril de 1718, no es feu efectiva fins al 2 de març de 1720 car les estances estaven ocupades pels soldats filipistes. El 1835 durant l'episodi de la crema de convents, les monges fugiren i en retornar-hi el 1855 havien perdut la possessió del Palau del Virrei, que havia de ser ocupat per l'Arxiu de la Corona d'Aragó i ja no recuperaren. El 1866 el convent fou confiscat per Hisenda que fou restituït al seu domini el 1869, amb l'excepció del Palau del Virrei. El 1936, els avalots anticlericals les tornaren a fer fugir i l'edifici fou confiscat per la Generalitat Republicana. Acabada la guerra, el mateix 1939, l'Església va poder demostrar que n'eren la propietària, però l'església (a l'actual Tinell) havia estat desmantellada, redescobrint-se el Tinell i el seu valor arquitectònic, i la comunitat fou compensada econòmicament i, amb aquesta suma, arreglaren el convent de Santa Cecília de Montserrat on visqueren fins al 1952 quan s'uniren a les benedictines de Mataró.
Pel que fa a la comunitat benedictina mataronina el 28 d'agost de 1881, M. Carme Llinàs, del monestir de Sant Daniel de Girona i Maria Font i Rosa Casas, del monestir de Sant Pere de les Puel·les de Barcelona, fundaren el monestir de Sant Benet a Mataró, filial del de Sant Pere. Durant la guerra civil de 1936 a 1939 es va cremar bona part de l'edifici de Mataró, i davant la dificultat per reconstruir-lo, es van establir a Santa Cecília de Montserrat, propietat dels monjos de Montserrat, acollides per l'abat Marcet.
Des de 1939 a 1952, la comunitat de Sant Antoni i Santa Clara va viure provisionalment en diversos llocs, fins a la unió amb les monges procedents de Mataró que estaven a Santa Cecília. El 13 de maig de 1952 les dues comunitats optaren per la fusió i la creació del nou monestir de Sant Benet de Montserrat. Visqueren a Santa Cecília fins al 1954, mentre s'adaptava i ampliava l'edifici de l'antic Hotel Marcet, que passaria a ser el nou monestir, prop de la Colònia Puig.

## Abaciologi
- Cecília Boqué Dalmau: 1954-1995
- Montserrat Viñas i Santos: 1995-2015
- Maria del Mar Albajar i Viñas: 2015-